# حزمة عصبية وعائية
ينطبق مصطلح الحزمة العصبية الوعائية (Neurovascular bundle) (فالمقطع Neuro: يعني الأعصاب، والمقطع Vascular: يعني الأوردة والأوعية اللمفية والشرايين) على أعصاب الجسم والشرايين والأوردة التي تميل إلى التنقل مع بعضها داخل الجسم. ونظرًا لأن الشرايين لا تنتقل خلال اللفافة السطحية (وهي الأنسجة المتصلة تحت الجلد) فتختلف الحزم العصبية الوعائية السطحية عن الحزم العصبية الوعائية العميقة في كل من التركيب والوظيفة. على سبيل المثال، في متلازمة مخرج الصدر تنضغط الحزمة العصبية الوعائية المحتوية على الشريان تحت الترقوة والضفيرة العضدية.